# Ленські стовпи
Ленські стовпи — геологічне утворення і однойменний національний природний парк в Росії, на березі річки Лени.

## Географія
Знаходиться в Хангалаському улусі Якутії за 104 км від міста Покровськ та за60 км у гору за течією від міста Якутськ. Ленські стовпи є комплексом вертикально витягнутих скель, складених кембрійськими вапняками заввишки понад 150 м, що розташовані 80 км вздовж берега Лени, і глибокою долиною прорізують Приленське плато. Найбільшої щільності стовпи досягають між селищами Петрівське і Тит-Ари.

## Геологія
У тектонічному відношенні Ленські стовпи лежать в межах Сибірської платформи. Початок формування гірських порід, що склали дану пам'ятку природи, зазвичай датують раннім кембрієм — 560—540 млн років тому. Формування Ленських стовпів як форми рельєфу датують набагато більш пізнім періодом — близько 400 тис. років тому, тобто порівняно недавнім геологічним часом. Територія Сибірської платформи піддавалася поступовому підняттю, результатом чого стало виникнення розломів та формування глибоких річкових долин. Це призвело до активізації карстових процесів, які, поряд з тривалим ерозійним вивітрюванням породили настільки різноманітні форми скель, складених карбонатними породами.Тут були знайдені останки мамонтів (Mammulhus primigenius), бізонів (Bison priscus), волохатих носорогів (Coelodonta antiguibatis) і багатьох інших тварин.

## Природний парк

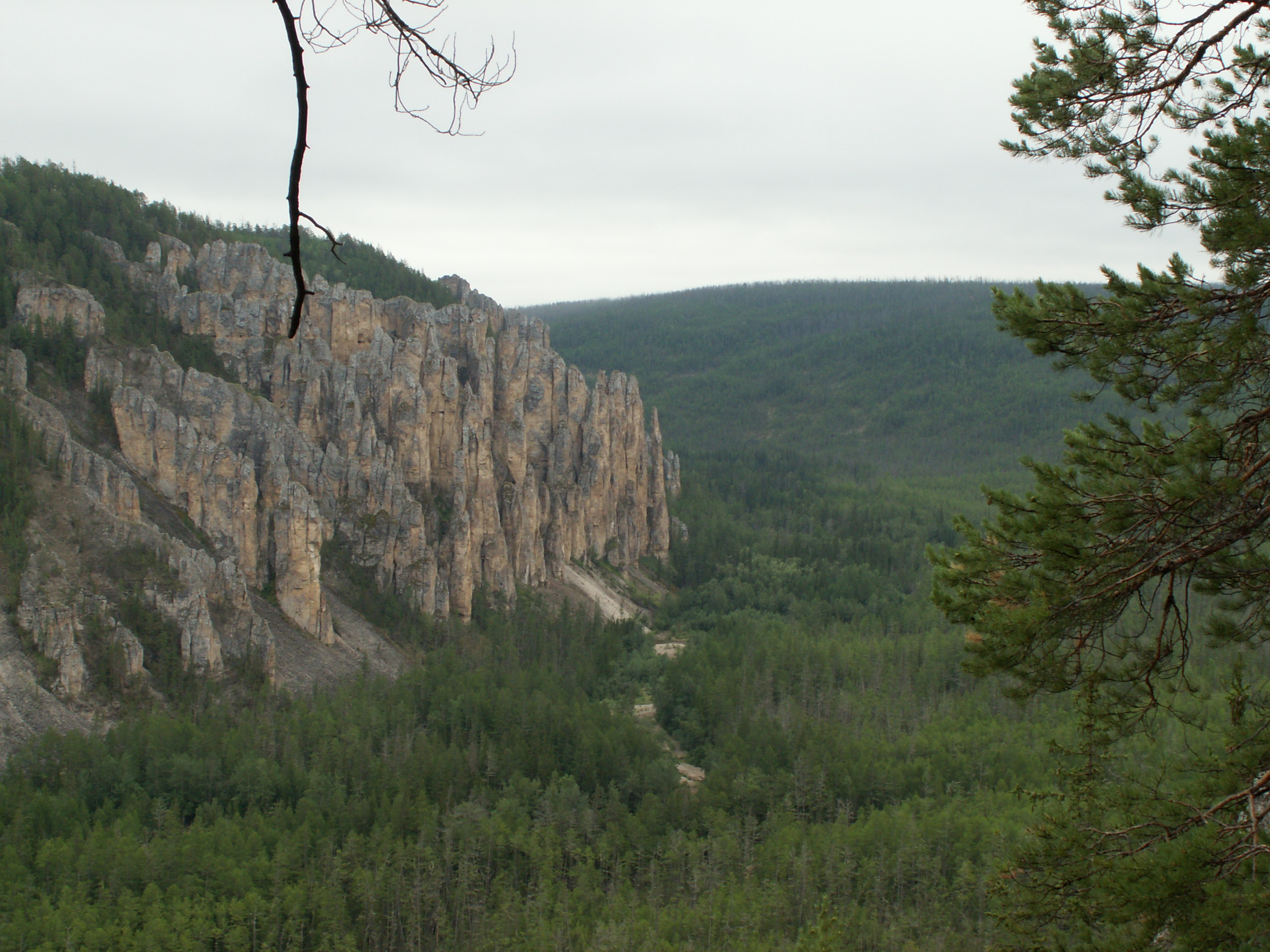

Природний парк «Ленські стовпи» був створений на підставі указу президента Республіки Саха (Якутія) від 16 серпня 1994 року № 837 та постанови уряду від 10 лютого 1995 року і підпорядковується регіональному міністерству охорони природи. Площа парку — 485 тис. га, парк складається з двох філіалів — «Стовпи» і «Синський». Основним завданням парку вважається розвиток екологічного туризму.
Крім широко відомих кам'яних «стовпів», на території парку є такі об'єкти як піски-тукулани з окремими ділянками холодної північної піщаної пустелі, стоянка стародавньої людини в гирлі струмка Дірінг-Юрях, в ході розкопок якої були знайдені кам'яні знаряддя праці (Дірінгська культура). Парк вважається як одне з найдивовижніших місць на нашій планеті з ідеальною екосистемою, якої не торкалась людина.
Ленські стовпи увійшли за природними критеріями до списку Всесвітньої спадщини ЮНЕСКО 2 липня 2012 в ході 36-й сесії Комітету з Всесвітньої спадщини ЮНЕСКО в Севільї, яка пройшла з 22 червня по 6 липня 2012 року в Санкт-Петербурзі (раніше, в 2009 році, така спроба не вдалася).